# Universitat Catòlica de Moçambic
La Universitat catòlica de Moçambic (en portuguès: Universidade Católica de Moçambique) és una universitat al país africà de Moçambic.
La universitat va ser fundada el 10 d'agost de 1996 per la Conferència de Bisbes de Moçambic En aquest moment, l'educació superior a Moçambic només estava disponible a la capital, Maputo. La universitat actualment té oficines a Beira, Chimoio, Cuamba, Nampula, Pemba, Quelimane i Tete.
Un dels propòsits era fer l'ensenyament superior accessible al centre i el nord de Moçambic. A partir de 2007, aproximadament 3.270 estudiants eren matriculats a la universitat. El rector és el pare Alberto Ferreira.

## Història
La iniciativa de crear la Universitat Catòlica de Moçambic (UCM) va sorgir durant les negociacions de pau a Roma entre el Frelimo i Renamo. Al juny de 1992 es van estancar les negociacions; per desbloquejar ells, el mediador, Jaime Pedro Gonçalves, arquebisbe de Beira, va presentar la idea d'establir una universitat de qualitat per al centre i nord de Moçambic. L'Església Catòlica es va comprometre a corregir l'estructura desigual de la concentració de les institucions d'educació superior a Maputo. Posteriorment, això va conduir a la signatura de l'acord de pau el 4 d'octubre de 1992 entre el Frelimo i Renamo.
La Universitat Catòlica de Moçambic es va establir com una contribució a la pau i la reconciliació, com un compromís institucional, i va ser fundada oficialment el 1995 (Boletim da República, Decret N ° 43/95, 14 de setembre). L'agost de 1996 UCM va obrir les seves primeres facultats a Beira i Nampula.